# Giacomo Beretta
Giacomo Beretta (ur. 14 marca 1992 w Varese) – włoski piłkarz występujący na pozycji napastnika we włoskim klubie Foggia.

## Kariera klubowa
Giacomo Beretta jest wychowankiem drużyny AlbinoLeffe. W lecie 2009 trafił do juniorów AC Milanu. Rok później w zespole Primavery wywalczył z kolegami Młodzieżowy Puchar Włoch.
W związku z częstymi absencjami w linii ofensywnej pierwszej drużyny AC Milanu, Beretta został kilkakrotnie powoływany do kadry na mecze Serie A. W tych rozgrywkach zadebiutował 1 maja 2011, w wygranym 1:0 meczu z Bologną, zastępując w 86. minucie Antonio Cassano. Drużyna Milanu sezon 2010/2011 zakończyła na pierwszym miejscu w tabeli, odbierając tym samym tytuł mistrza Włoch lokalnemu rywalowi Interowi Mediolan.

## Statystyki

### Klubowe
aktualne na dzień 18 maja 2011
| Drużyna            | Sezon              | Liga    | Liga | Puchary krajowe | Puchary krajowe | Puchary europejskie1 | Puchary europejskie1 | Inne rozgrywki2 | Inne rozgrywki2 | Ogólnie | Ogólnie |
| Drużyna            | Sezon              | Występy | Gole | Występy         | Gole            | Występy              | Gole                 | Występy         | Gole            | Występy | Gole    |
| ------------------ | ------------------ | ------- | ---- | --------------- | --------------- | -------------------- | -------------------- | --------------- | --------------- | ------- | ------- |
| A.C. Milan         | 2010/11            | 1       | 0    | 0               | 0               | 0                    | 0                    | –               | –               | 1       | 0       |
| Ogólnie w karierze | Ogólnie w karierze | 1       | 0    | 0               | 0               | 0                    | 0                    | 0               | 0               | 1       | 0       |

1Wliczają się Liga Mistrzów i Liga Europy.

2Do tej pory nie wystąpił w innych rozgrywkach.

## Sukcesy

### AC Milan
- Zwycięstwo
  - Serie A: 2010/2011

### Primavera AC Milan
- Zwycięstwo
  - Młodzieżowy Puchar Włoch w piłce nożnej: 2010